# Jud (Dacota do Norte)
Jud é uma cidade localizada no estado norte-americano de Dacota do Norte, no Condado de LaMoure.

## Demografia
Segundo o censo norte-americano de 2000, a sua população era de 76 habitantes.
Em 2006, foi estimada uma população de 70, um decréscimo de 6 (-7.9%).

## Geografia
De acordo com o United States Census Bureau tem uma área de
0,6 km², dos quais 0,6 km² cobertos por terra e 0,0 km² cobertos por água. Jud localiza-se a aproximadamente 530 m acima do nível do mar.

## Localidades na vizinhança
O diagrama seguinte representa as localidades num raio de 32 km ao redor de Jud.